# Lindsay (Oklahoma)
Lindsay es una ciudad ubicada en el condado de Garvin en el estado estadounidense de Oklahoma. En el año 2010 tenía una población de 	2840 habitantes y una densidad poblacional de 465,57 personas por km².

## Geografía
Lindsay se encuentra ubicada en las coordenadas 34°50′14″N 97°36′27″O / 34.83722, -97.60750 (34.837280, -97.607537).

## Demografía
Según la Oficina del Censo en 2000 los ingresos medios por hogar en la localidad eran de $26,667 y los ingresos medios por familia eran $35,208. Los hombres tenían unos ingresos medios de $26,831 frente a los $18,207 para las mujeres. La renta per cápita para la localidad era de $14,320. Alrededor del 15.6% de la población estaban por debajo del umbral de pobreza.